# Брод духова
Брод духова (енгл. Ghost Ship) је амерички хорор филм из 2002. године, режисера Стива Бека, са Џулијаном Маргулис, Габријелом Берном, Роном Елдардом, Дезмондом Харингтоном, Карлом Ербаном, Исаијом Вошингтоном и Алексом Димитријадесом у главним улогама. Радња филма је фокусирана на морнарички спасилачки тим који одлази у Берингово море у намери да пронађу брод који би наводно могао пуно да вреди, не знајући о каквом је заправо броду тачно реч.
Филм је добио претежно негативне критике, публика са сајта Ротен Томејтоуз га је оценила са 37%, док је од стране критичара добио низак проценат од 16%. Упркос чињеници да је добио лоше рецензије како од критичара тако од публике, филм је остварио солидан финансијски успех са зарадом од преко 68 милиона $, у поређењу са продукцијским буџетом који је износио 20 милиона $.
Премијерно је пуштен у биоскопе 25. октобра 2002. Занимљиво је да је плакат филма врло сличан плакату за филм Брод смрти из 1980. године.

## Радња
Морнарички спасилачки тим предвођен капетаном Шоном Марфијем добија понуду од Џека Феримана,  пилота за метереолошке патроле, да крену у потрагу за бродом којег је он недавно током једне од својих летећих патрола угледао у Беринговом мору. Наводно се ради о прекоокеанском броду који би могао пуно да вреди, па то Шон Марфи и његов тим не могу да одбију и пристају али под условом да Фериман добије 10% од укупне награде а не 20% колико је првобитно тражио, Фериман пристаје али само под условом да и он пође са њима. 
Пловећи у малом броду по називу Arctic Warrior, посада наилази на огроман прекоокеански брод, Antonia Grazia, који је по речима капетана Марфија нестао 1962. године и који је дуго година тражен али нико није успео да га пронађе. Након што су се укрцали на брод у намери да га истраже почињу да се дешавају чудне ствари, Морин Епс једној од чланица посаде се у једном тренутку учинило да на броду види девојчицу, али то је само почетак од страшних догађаја у низу који ће задесити капетана Шона Марфија и његов тим на броду...

## Улоге
| Глумац              | Улога                   |
| ------------------- | ----------------------- |
| Џулијана Маргулис   | Морин Епс               |
| Габријел Берн       | капетан Марфи           |
| Рон Елдард          | Доџ                     |
| Дезмонд Харингтон   | Џек Фериман             |
| Карл Ербан          | Мандер                  |
| Исаија Вашингтон    | Грир                    |
| Алекс Димитријадес  | Сантос                  |
| Емили Браунинг      | Кејти Харвуд, девојчица |
| Боб Руђеро          | капетан                 |
| Франческа Ретондини | певачица Франческа      |